# Paracles plectroides
Paracles plectroides là một loài bướm đêm thuộc phân họ Arctiinae, họ Erebidae.